# Forsterinaria guaniloi
Forsterinaria guaniloi is een vlinder uit de onderfamilie Satyrinae van de familie Nymphalidae.
De voorvleugellengte  van de imago bedraagt 23 tot 27 millimeter. De soort komt voor in de oostelijke Andes in Peru.
De wetenschappelijke naam van de soort is voor het eerst geldig gepubliceerd door Peña & Lamas in 2005.